# Tragic Vision/Angry Days
Tragic Vision / Angry Days è il primo singolo pubblicato dalla punk rock band statunitense Lagwagon per la Fat Wreck Chords

## Tracce

### 7''
1. Tragic Vision
2. Angry Days

## Formazione
- Joey Cape - voce
- Chris Flippin - chitarra
- Shawn Dewey - chitarra
- Jesse Buglione - basso
- Derrick Plourde - batteria